# Muskuskangoeroeratten
Muskuskangoeroeratten (Hypsiprymnodontidae) zijn een familie van klimbuideldieren uit de onderorde Macropodiformes die voorkomt in Australië. Er is nog slechts één levende soort, de muskuskangoeroerat (Hypsiprymodon moschatus), een klein beestje dat tegenwoordig alleen nog maar in de regenwouden van het noordoosten van Queensland leeft. Er is echter een aantal veel grotere fossiele soorten bekend; de grootste, Propleopus oscillans, woog 60 kilo. In totaal zijn er acht fossiele soorten bekend.
Hoewel de muskuskangoeroeratten vaak binnen de familie kangoeroeratten (Potoroidae) worden geplaatst, duiden de meeste fylogenetische analyses erop dat de andere kangoeroeratten nauwer verwant zijn aan de kangoeroes (Macropodidae) dan aan de muskuskangoeroerat, zodat die nu in een aparte familie wordt geplaatst.
De familie omvat de volgende soorten:
- Familie: Hypsiprymnodontidae (Muskuskangoeroeratten) (1 levende soort) 
  - Onderfamilie: Hypsiprymnodontinae
    -  Geslacht: Hypsiprymnodon (1 levende soort)
      - Soort: Hypsiprymnodon moschatus (Muskuskangoeroerat)
      - Soort: Hypsiprymnodon bartholomaii †
      - Soort: Hypsiprymnodon dennisi †[5]
      - Soort: Hypsiprymnodon karenblackae †[5]
      -  Soort: Hypsiprymnodon philcreaseri †[5]

  -  Onderfamilie: Propleopinae †
    - Geslacht: Ekaltadeta †
      - Soort: Ekaltadeta ima †
      - Soort: Ekaltadeta jamiemulvaneyi †
      -  Soort: Ekaltadeta wellingtonensis †

    - Geslacht: Jackmahoneyi †
      -  Soort: Jackmahoneyi toxoniensis †

    -  Geslacht: Propleopus †
      - Soort: Propleopus chillagoensis †
      - Soort: Propleopus oscillans †
      -  Soort: Propleopus wellingtonensis †

Koala's · Wombats · Dwergbuidelmuizen · Koeskoezen · Slurfbuidelmuis · Kleine koeskoezen · Buideleekhoorns · Vliegende buidelmuizen · Muskuskangoeroeratten · Kangoeroeratten · Kangoeroes